# 罗培元
罗培元（1917年11月—2007年3月），男，汉族，广西陆川人，中华人民共和国政治人物，曾任广州市政协主席，第三、四、六届全国政协委员。